# Хутос, Лампрос
Ла́мпрос (Ла́мброс) Ху́тос (греч. Λάμπρος Χούτος; 7 декабря 1979, Афины) — греческий футболист, выступал на позиции нападающего.

## Карьера
В детстве Лампрос играл за «Астерас Полигону». Там он был замечен скаутами «Панатинаикоса», после чего присоединился к молодёжной команде этого клуба. После двух лет, проведённых там, он получил приглашение от итальянского клуба «Рома». Но всё же, его первым профессиональным клубом был «Олимпиакос», который взял его в аренду у римлян после нескольких матчей за греческую национальную команду до 21 года, в которой он забил рекордные 15 голов в отборочных соревнованиях чемпионата Европы 2000.
В «Олимпиакосе» под руководством итальянского тренера Альберто Бигона он пробился в первую команду, где сформировал тандем со Златко Заховичем и бразильцем Джованни. Даже имея травму колена, Хутос сумел забить решающие голы, став одним из самых известных игроков команды. В 2000, 2001, 2002 и 2003 годах он выиграл звание чемпионов с красно-белыми, после чего вернулся в Италию, в клуб «Интернационале».
Летом 2004 года он подписал трёхлетний контракт с «Интером», но в команде не играл. Лампрос был отдан в аренду в другие команды. Его первое выступление за «Интер» состоялось в Кубке Италии против клуба «Мессина», 9 ноября 2006 года, где он вышел на замену вместо Мариано Гонсалеса на 78-й минуте. Это случилось после того, как он годами играл за «Интер» в товарищеских матчах или находился в аренде. Хутос покинул «Интер» в конце сезона 2006/07.

## Международная карьера
Благодаря своим выступлениям за молодёжную сборную Греции, Хутос получил приглашение и национальную сборную, где провёл 10 матчей за 4 года. Он пропустил Чемпионат Европы по футболу 2004 и 2008.

## Достижения
«Олимпиакос»
- Чемпион Греции (4): 1999/00, 2000/01, 2001/02, 2002/03

 «Интернационале»
- Чемпион Италии: 2006/07
- Обладатель Кубка Италии: 2004/05